# Stadion Mulawarman
Stadion Mulawarman – wielofunkcyjny stadion w Bontangu, w Indonezji. Został otwarty w 1992 roku. Może pomieścić 12 000 widzów. Swoje spotkania rozgrywają na nim piłkarze klubu Bontang FC.